# Правительство Ирландии
Правительство Ирландии (ирл. Rialtas na hÉireann, англ. Government of Ireland) — высший орган исполнительной власти в Ирландии.

## Члены кабинета министров
Правительство возглавляет премьер-министр (ирл. Taoiseach), в состав правительства входит также вице-премьер (ирл. Tánaiste) из числа членов правительства. Структура правительства регулируется конституцией Ирландии. Согласно конституции, правительство должно состоять из 7—15 членов кабинета, каждый член правительства должен быть депутатом парламента Ирландии, при этом депутатами сената, верхней палаты национального парламента, может быть не более двух членов кабинета. Особо оговаривается, что премьер, вице-премьер и министр финансов должны быть депутатами палаты представителей — Дойл Эрен.
Премьер-министр назначается президентом по представлению Дойл Эрен. Премьер-министр представляет на согласование Дойл Эрен кандидатуры членов кабинета, которые утверждаются президентом. Члены правительства обычно именуются «министры кабинета», в отличие от так называемых «государственных министров», или «младших министров», которые не входят в правительство. Иногда в правительство входит министр без портфеля, который является членом правительства, но не министром правительства.

## Другие члены правительства
Генеральный прокурор Ирландии формально не является членом правительства, но участвует в заседаниях кабинета в качестве юридического советника правительства.
Министр министерства премьер-министра Ирландии может присутствовать на заседаниях кабинета, но не является членом правительства.
Кроме того, правительство может уполномочить специального младшего министра присутствовать на заседаниях кабинета. Эта должность неофициально именуется «Главный младший министр» (англ. Super Junior Minister). В настоящее время эту должность занимает Джейн О’Салливан, государственный министр жилищного строительства и планирования.

## Президент
Президент Ирландии не является членом правительства. Согласно конституции Ирландии, Президент не является главой исполнительной власти, это в большей мере церемониальная должность. Президент может назначить премьер-министра только с согласия парламентского большинства; аналогично в отношении членов правительства — президент назначает их по представлению премьер-министра и при одобрении парламента.

## Срок полномочий
Как правило, правительство исполняет свои обязанности до назначения нового премьер-министра, чья кандидатура одобрена парламентом. Правительство должно иметь поддержку большинства депутатов Дойл Эрен. Если премьер-министр Ирландии теряет поддержку большинства Дойл Эрен, то он должен уйти в отставку, либо нижняя палата парламента должна быть распущена и назначены внеочередные парламентские выборы. Отставка премьер-министра автоматически влечёт за собой отставку правительства. Однако в таком случае, в соответствии с конституцией, премьер-министр Ирландии и другие члены правительства должны продолжать выполнять свои обязанности до тех пор, пока не будет назначен новый состав правительства. Премьер-министр также может направить президенту представление на снятие с должности отдельных министров.
В случае досрочного роспуска парламента, министры утрачивают депутатские мандаты, но, в соответствии с конституцией, должны продолжать исполнять свои обязанности до тех пор, пока не будут назначены их преемники.

## Полномочия правительства
Конституция Ирландии наделяет правительство полномочиями в сфере исполнительной власти, с учетом определенных ограничений, в частности:
- Государство не может объявлять войну или участвовать в войне, без согласия нижней палаты парламента. В случае «фактического вторжения», однако, «правительство может принимать такие меры, которые оно сочтёт необходимыми для защиты государства»[8];
- Международные договоры Ирландии должны быть предварительно одобрены нижней палатой парламента;
- Правительство должно действовать в соответствии с Конституцией Ирландии.

Министры правительства Ирландии несут коллективную ответственность за действия правительства. Каждый министр несёт ответственность за действия возглавляемого им министерства. Вся деятельность министерств осуществляется от имени министров, хотя министры зачастую имеют слабое представление о деталях этих действий.
В случае ликвидации той или иной министерской должности (в отличие от её переименования, что происходит чаще), её полномочия передаются в другие министерства. Так, были упразднены министерства связи, труда, почт и телеграфов, государственной службы и снабжения. Назначение министра без портфеля не производится с 1977 года.
Если правительство не выполняет свои конституционные обязанности, суд может обязать их выполнять по мандамусу. Министры, виновные в неисполнении решений суда, могут быть признаны виновными в неуважении к суду, и приговорены к тюремному заключению.

## Государственная служба
Правительство является одним из крупных работодателей в Ирландии, поскольку в его ведении находится гражданская служба и государственная служба, а также рабочие места на государственных коммерческих предприятиях. Эти три сектора часто называют обобщённым понятием «государственный сектор» (англ. public sector). При этом гражданская служба имеет четко определенную стандартную иерархию управления, в то время как среди госпредприятий возможно управление через вхождение в совет директоров или ту или иную комиссию.
Согласно отчёту о занятости в государственном секторе Ирландии за июне 2005 года, число занятых в государственном секторе составил 350 100 человек, из них — 38,7 тысяч человек на гражданской службе, 254,1 тысяч на государственной службе и 57,3 тысячи на госпредприятиях. При этом общая численность работающих в Ирландии в этом году составляла 1,85 млн человек. Таким образом, государственный сектор составлял примерно 20 % от общей численности рабочей силы.

### Гражданская служба
Гражданская служба Ирландии состоит из двух компонентов — «Гражданская служба в правительстве» (англ. Civil Service of the Government) и «Гражданская служба в государственных учреждениях» (англ. Civil Service of the State), между которыми есть существенные функциональные различия. Гражданские служащие политически нейтральны и независимы от решений правительства.

### Государственная служба
Государственная служба — широкий термин, охватывающий широкий круг организаций и учреждений, рамки которого чётко не определены. Сюда относится, например, аппарат органов местного самоуправления, ряда образовательных учреждений и Национальной полиции.